# Ősi-barlang
Az Ősi-barlang Magyarország megkülönböztetetten védett barlangjai között van. A Duna–Ipoly Nemzeti Parkban lévő Pilis hegységben található. Rézkori és bronzkori régészeti leletek is előkerültek belőle.

## Leírás
A barlang a Pilis hegy Ny-i oldalán, Klastrompuszta közelében található erdőben, a Csévi-szirtek D-i oldalán lévő alsó sziklakibúvásban, Pilisszentlélek külterületén elhelyezkedő fokozottan védett területen található. Bejárata a Legény-barlang és a Leány-barlang közelében, a Bivak-barlang alatt, a Rejtekút-barlang bejáratától 60–70 m-re ÉNy-ra nyílik, kb. 443 m tengerszint feletti magasságban. Jelenleg egy szűk kürtőn át lehet lejutni további járataiba.
A barlang felső triász dachsteini mészkőben karsztvízszint alatti oldódással alakult ki. DNy-i részén hatalmas omlások zárják le a feltételezhető további járatokat. A barlang fenekét törmelék borítja, amely feltehetőleg a bejáratot elfedő, őskori omlással hozható összefüggésbe. A múltban két alsóbb bejárata is volt, ezek azonban az omlások következtében eltömődtek, mára lejtőtörmelék fedi őket. A lezárt barlang engedéllyel, elektromos lámpa használatával, kutatócsoporttal és kutatás céljából látogatható.
Az érintetlen formakincs miatt lehet következtetni arra, hogy a barlangot az őskor óta nem fosztották ki a műkincskeresők. A feltáráskor rézkori és bronzkori cserépedények, háziállatok és vadállatok csontjai, valamint emberi csontok kerültek elő.
Előfordul a barlang az irodalmában Csévi-szirti Cserepes-barlang (György 2009) néven is.

## Kutatástörténet
Az Ariadne Karszt- és Barlangkutató Egyesület 1999 februárjában, bontással tárta fel a barlangot. A Régészeti kutatások Magyarországon 2000-ben az olvasható, hogy 2000. március 12-én, terepbejárás során jártak a Klastrompuszta felett lévő Csévi-szirtek alatt nyíló Ősi-barlangban (Esztergom, Komárom-Esztergom megye, rézkor és bronzkor). A barlangnak a szirtek D-i oldalán, a Legény-barlang és a Leány-barlang közelében, ez utóbbival kb. egy magasságban (500 m tszf.), a Bivak-barlang alatt van a bejárata. Jelenleg egy nagyon szűk, felszínre felszakadó kürtőn át lehet megközelíteni. Korábban valószínűleg volt másik bejárata is: hatalmas omlások zárják le a barlang DNy-i részén a járatokat. A felszíni lejtővel összehasonlítva elképzelhető, hogy ezen a részen régi, beszakadt bejáratok voltak.
A barlang fenekét mindenhol törmelék fedi, amely minden bizonnyal a bejáratot elfedő omlással van összefüggésben. Az omlás régen (valószínűleg az őskorban) történt. Erre utal, hogy a Fáklyás-teremben vastag cseppkőfolyás borítja az omladékot. Ez tette lehetővé, hogy a barlang az őskor óta, legalábbis az embertől, érintetlenül megmaradjon és a kincskeresők, továbbá a 20. század első felének nagy barlangi ásatásai megkíméljék az ismeretlen korú és vastagságú kitöltést. Az Ariadne Karszt- és Barlangkutató Egyesület fedezte fel a barlangot 1999 februárjában. Az egyesület egyik tagja, Deák István tájékoztatta a barlangból származó leletekről a szerzőket, akik az egyesület segítségével jártak a barlangban a fenti időpontban.
Már a felfedezést követő első bejáráskor cseréptöredékeket és emberi csontokat találtak. A Csontkamra nevű fülkében in situ emberi csontok, valamint különböző épségű edények hevertek a felszínen. A barlangkutatók a lehetőségekhez képest a lehető legpontosabban dokumentálták a leleteket és a körülményeket (felülnézeti rajz, fényképek, dia és videó). A cserepek először a Duna–Ipoly Nemzeti Parkhoz, majd az esztergomi múzeumba kerültek, ahol azok a badeni kultúrába lettek sorolva (leltári szám: 99.59.1–16.). A Magyar Állami Földtani Intézetben vannak az emberi maradványok.
Az ember barlangban tartózkodására egyéb jelenségek is utalnak az emberi és állati csontokon kívül. Néhány helyen jól láthatóan szándékosan le vannak törve a cseppkövek, máshol korom nyomait lehetett megfigyelni a falakon. A bejáráskor több pontról gyűjtöttek a szerzők leleteket (cserepeket, változatos színű és megtartású állat- és embercsontokat). A csontok egy része feltehetően emberi behatásra került a barlangba, míg mások (pl. a borz és a róka) esetében ez gyakorlatilag kizárható. A barlang legmélyebb pontján (Fáklyás-terem) csonttöredékeket (köztük lehet, hogy emberi csontokat is), máshonnan egy perem- és egy oldaltöredéket gyűjtöttek. A bejárati terem és a Fáklyás-terem közötti lapos folyosón recensnek tűnő csontokat, máshol minden bizonnyal róka maradványokat és két cserepet találtak a szerzők.

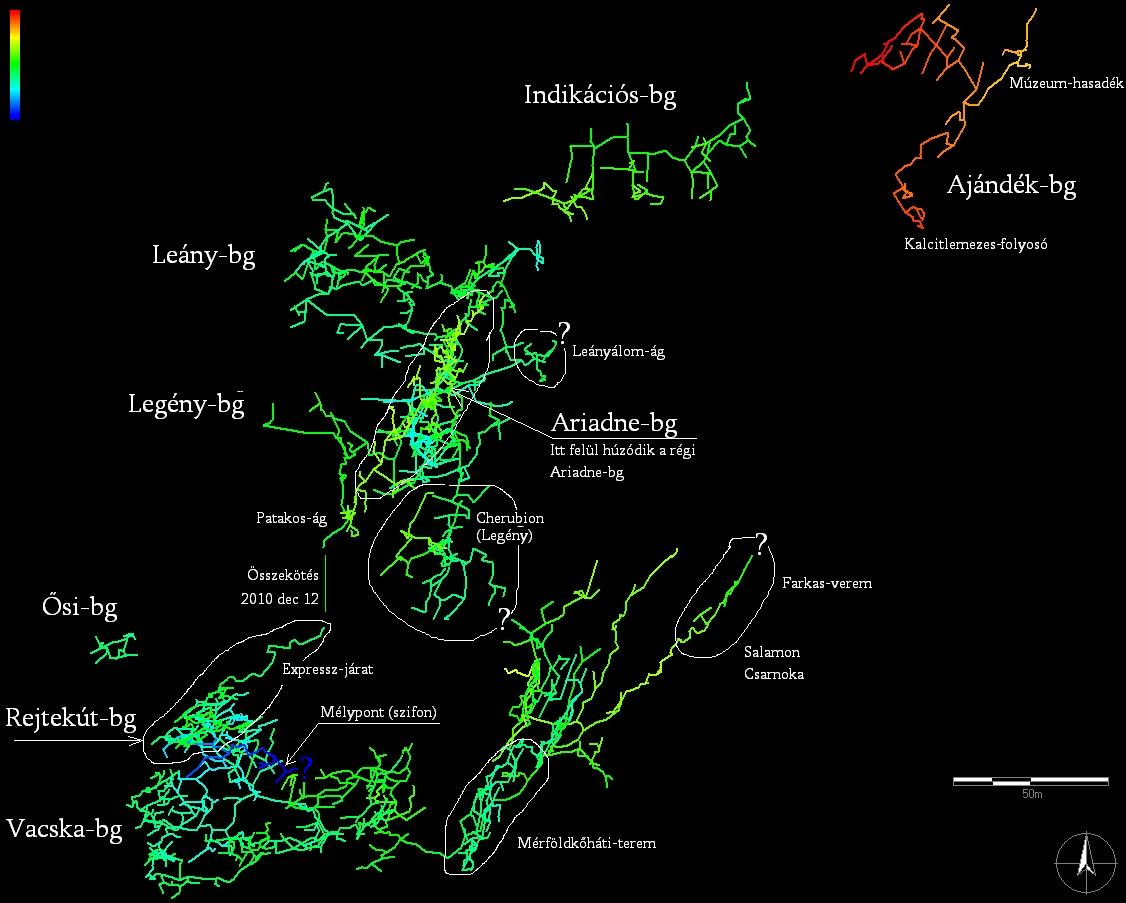
A Csévi-szirtek hosszú barlangjainak poligontérképe

A bejárati teremben több, köztük néhány összeilleszthető emberi koponyatetőt szedtek fel az omladékból. Az Érintetlen-fülke felszínén több ujjperccsont hevert. Az általuk a barlangban talált cserepek közül a 2. számú ponton gyűjtött díszítetlen töredékek leginkább bronzkoriak, a 7. számú ponton és a Csontkamra nevű fülkében talált simított felületű perem- és oldaltöredék lehet, hogy badeni. Bartosiewicz László (ELTE BTK Régészettudományi Intézet) határozta meg a barlangban talált csontokat. A változatos megtartású leletanyag több háziállat csontját tartalmazza. Ez utóbbiak közül a ragadozók maradványai akár a közelmúltban élt kóbor állatokéi is lehetnek. Figyelemre méltó a sok embercsont, valamint a juh összetartozó lábvégcsontjainak jelenléte. A cserepek és az állatcsontok a Csontkamra és az Érintetlen-fülke kivételével minden bizonnyal áthalmozott helyzetben vannak. Leginkább a szűk hasadékokban, járatok szélén, a periférikus helyeken találhatók. A barlang érintetlensége, valamint az előkerült régészeti és antropológiai leletek miatt a természetvédelmi védettség mellett nagyon fontos lenne régészeti védelme is.
A 2000. évi Karsztfejlődésben lévő tanulmányban van egy ábra, amelyen látható a Pilis hegységben található néhány barlang és édesvízi mészkő előfordulás földrajzi elhelyezkedése. Az ábrán megfigyelhető, hogy az Ősi-barlang (a rajzon Ősi a neve) mekkora függőleges kiterjedésű és mekkora tszf. magasságban helyezkedik el.
A 2005-ben kiadott, Magyar hegyisport és turista enciklopédia című kiadványban önálló szócikke van a barlangnak. A szócikk szerint az Ősi-barlang régészeti jelentőségű védett természeti érték. A Csévi-szirtek alsó sziklakibúvásában, 450 m tszf. magasságban van a bejárata. A triász mészkőben karsztvízszint alatti oldódással létrejött barlang 74 m hosszú és 13 m mély. Az Ariadne Karszt- és Barlangkutató Egyesület 1999-ben tárta fel bontással. A barlangba leereszkedő kutatók a rézkor óta érintetlen cserépedényeket, emberi csontmaradványokat találtak. Engedéllyel látogatható a lezárt barlang. Az Ariadne Karszt- és Barlangkutató Egyesület egyik legjelentősebb eredménye az Ősi-barlang 65 m hosszú részének 1999-ben történt feltárása, felmérése és dokumentációjának elkészítése.

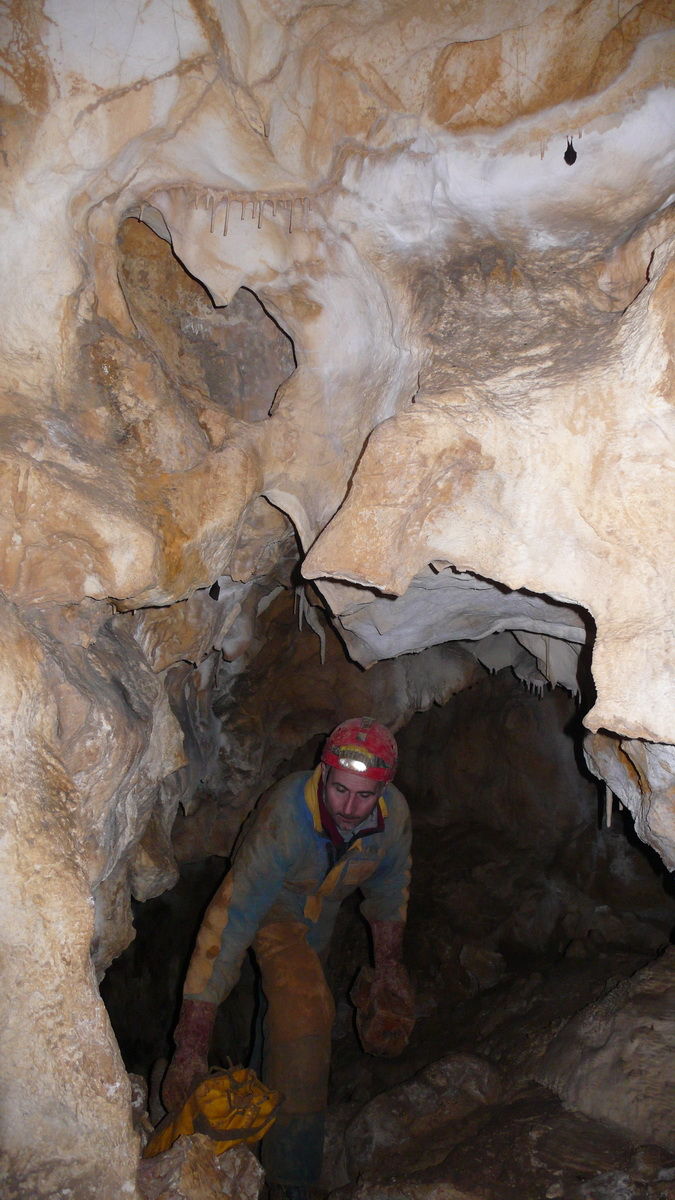
Részlet az Ősi-barlangból

A Duna–Ipoly Nemzeti Park Igazgatóság működési területén, a Pilis hegységben elhelyezkedő és 4840/78 kataszteri számú Ősi-barlang, 2006. február 28-tól, a környezetvédelmi és vízügyi miniszter 8/2006. KvVM utasítása szerint, megkülönböztetett védelmet igénylő barlang.
A 2007. évi Karszt és Barlangban közölt tanulmányban szó van arról, hogy a Csévi-szirteken az 1991-től megélénkülő kutatások során új, önálló barlangok is fel lettek fedezve (pl. az Ősi-barlang). A felszínen mért szerkezeti irányok össze lettek vetve a barlangok poligonmenetein látható fő járatirányokkal. Az összevetés alapján megállapítható lett, hogy a jellegzetes, gyakran megjelenő járatirányok melyik korábbi szerkezeti fázishoz tartozó törések mentén keletkezhettek. Ehhez kapcsolódóan publikálva lett a dolgozatban egy rajz, amelyen a Csévi-szirtek nagy barlangjainak, köztük az Ősi-barlang térbeli, háromdimenziós elhelyezkedése figyelhető meg. A 4. ábrán (a kiadványban a 4. ábra is 3. ábraként van feltüntetve) az összevetés eredménye van ábrázolva. Ezen az ábrán szintén látható az Ősi-barlang térbeli fekvése.
Meg van említve, hogy a Csévi-szirtek 47 barlangja 3 csoportba osztható hosszúság alapján. Az Ősi-barlang ahhoz az 5 barlanghoz tartozik, amelyek hosszuk, képződményeik és járataik mérete alapján kiemelkedő barlangok. Ez az 5 barlang (Ajándék-barlang, Rejtekút-barlang, Leány–Legény-barlangrendszer, Indikációs-barlang és Ősi-barlang) van ábrázolva a 2. ábrán. A rajzon szerepel az Ariadne-barlang is, de ez a barlang a tanulmány írásának befejezésekor már a Leány–Legény-barlangrendszer része volt.
Az Ősi-barlangnak a Rejtekút-barlangtól ÉNy-ra 60–70 m-re, kb. 443 m tszf. magasságban van a bejárata. Az 1999 telén kezdődött feltárás nagy meglepetése volt, hogy a télen nagyon gőzölgő sziklacső megtisztítása után felfedezett barlangban (8 m mélyen) csontok és cseréptöredékek fogadták a felfedezőket. Régészeti feltárással meg lett állapítva, hogy rézkoriak a leletek. Tűzrakóhely nyomai is felfedezhetők egy eltömődött, huzatos kürtő alatt. Egyedülálló régészeti értéket képviselnek ezek a bolygatatlan leletek. A barlang gömbüstös oldásformái erőteljesek. Függőcseppkövek (leginkább szalmacseppkövek) és jelentős tört-omlásos felületek vannak benne. A 92 m hosszú barlang 23 m mély.
A Csévi-szirtek barlangjainak függőcseppkövei közül látványosak az Ősi-barlang függőcseppkövei. Az Ariadne-barlangban lévő, nedves állagú és kenhető változatú hegyitejhez hasonló kifejlődésű hegyitej van az Ősi-barlangban. Az Ősi-barlang, az Ajándék-barlang, az Indikációs-barlang, a Leány–Legény-barlangrendszer és a Rejtekút-barlang szűk és nagyon tág járatokból állnak, valamint más-más barlangszinteken nagyon jelentős függőleges kiterjedésűek. A tanulmányban van egy helyszínrajz, amelyen a Csévi-szirteken elhelyezkedő barlangok bejáratainak földrajzi elhelyezkedése figyelhető meg. A helyszínrajzon látszik az Ősi-barlang bejáratának földrajzi elhelyezkedése.
A 2008. évi MKBT Tájékoztatóban megjelent hírben meg van említve, hogy az Ariadne Karszt- és Barlangkutató Egyesület tárta fel a Csévi-szirtek néhány nagy barlangját, pl. a 97 m hosszú Ősi-barlangot. A Duna–Ipoly Nemzeti Park Igazgatóság működési területén lévő és 4840-78 kataszteri számú Ősi-barlang, 2012. február 25-től, a vidékfejlesztési miniszter 4/2012. (II. 24.) VM utasítása szerint, megkülönböztetetten védett barlang.  A Magyar Karszt- és Barlangkutató Társulat 2012. évi barlangnapján az egyik, barlangtúrázásra ajánlott barlang volt az Ősi-barlang, amelyben csak elektromos lámpával lehetett közlekedni. 2013. augusztus 12-től a belügyminiszter 43/2013. (VIII. 9.) BM rendelete szerint a Komárom-Esztergom megyei Esztergom-Pilisszentléleken lévő, 4840-78 barlangkataszteri számú és 21308 lelőhely-azonosítójú Ősi-barlang régészeti szempontból jelentős barlangnak minősül. 2021. május 10-től az agrárminiszter 17/2021. (IV. 9.) AM rendelete szerint az Ősi-barlang (Pilis hegység, Duna–Ipoly Nemzeti Park Igazgatóság működési területe) az igazgatóság engedélyével látogatható. A 13/1998. (V. 6.) KTM rendelet egyidejűleg hatályát veszti.